# Maria Sołtan
Maria Sołtan z domu Pereświt (ur. 24 lutego 1921 w Krakowie, zm. 24 lipca 2001 tamże) – polska florecistka, trenerka, olimpijka z Helsinek 1952. Żona szermierza Stanisława Sołtana.

## Życiorys
Reprezentantka krakowskich klubów: Sokoła, Wawelu, Budowlanych oraz Krakowskiego Klubu Szermierzy. Oprócz szermierki uprawiała również gimnastykę sportową. Była trzykrotną indywidualną wicemistrzynią Polski w latach 1950,1952,1954 oraz wicemistrzynią w drużynie w roku 1971.
Na igrzyskach olimpijskich w 1952 odpadła w eliminacjach indywidualnego turnieju we florecie.
Po zakończeniu kariery sportowej poświęciła się pracy trenerskiej. 